# Альконаба
Альконаба (ісп. Alconaba) — муніципалітет в Іспанії, входить у провінцію Сорія у складі автономного співтовариства Кастилія-і-Леон. Муніципалітет розташований у складі района (комарки) Кампо-де-Гомара. Площа 52,29 км². Населення 169 осіб (на 2007 рік).